# Роно, Даниэль
Даниэль Роно — кенийский легкоатлет, который специализируется в марафоне.
Профессиональную карьеру начал в 1995 году, когда стал победителем Альтёттингского полумарафона с результатом 1:05.13. В 201 году выиграл Полумарафон Зволле. В 2003 году был пятым на полумарафоне Страмилано — 1:01.39. В октябре 2011 года финишировал шестым на Люблянском марафоне.
На чемпионате мира 2011 года был заявлен на марафонскую дистанцию, но не смог принять участие.

## Достижения
- Победитель Мадридского марафона 2005 года — 2:12.29
- Победитель Торонтского марафона Waterfront 2006 года — 2:10.15
- Победитель Мумбайского марафона 2006 года — 2:12.03
- 3-е место на Парижском марафоне 2007 года — 2:10.28
- 2-е место на Роттердамском марафоне 2008 года — 2:06.58
- 3-е место на Нью-Йоркском марафоне 2008 года — 2:11.22
- 2-е место на Бостонском марафоне 2009 года — 2:09.32
- 2012:  Туринский марафон — 2:11.40
- 2014:  Марракешский марафон — 2:09.07